# D̃
Cette page contient des caractères spéciaux ou non latins. S’ils s’affichent mal (▯, ?, etc.), consultez la page d’aide Unicode.
D̃ (minuscule : d̃), appelé D tilde, est un graphème utilisé dans l’écriture du babm (en), et qui a été utilisé dans l’écriture du peul par certains auteurs. Il s’agit de la lettre D diacritée d’un tilde.

## Utilisation
M. Dupire et Michel de la Vergne de Tressan utilise le d̃ dans leur orthographe du peul dans les années 1950.

## Représentations informatiques
Le D tilde peut être représenté avec les caractères Unicode suivants :
- décomposé (latin de base, diacritiques) :

| formes    | représentations | chaînes de caractères | points de code | descriptions                                |
| --------- | --------------- | --------------------- | -------------- | ------------------------------------------- |
| capitale  | D̃               | D◌̃                    | U+0044 U+0303  | lettre majuscule latine d diacritique tilde |
| minuscule | d̃               | d◌̃                    | U+0064 U+0303  | lettre minuscule latine d diacritique tilde |